# Gavina australiana
La gavina australiana (Larus novaehollandiae) és un ocell marí de la família dels làrids (Laridae) que habita costes i grans llacs d'Austràlia, Tasmània, Nova Caledònia i Nova Zelanda.

## Subespècies
S'han descrit tres subespècies:
- L. n. forsteri (Mathews, 1912). Del nord i nord-est d'Austràlia, Nova Caledònia i les illes de la Lleialtat.
- L. n. novaehollandiae (Stephens, 1826). Del sud d'Austràlia i Tasmània.
- L. n. scopulinus (Forster, JR, 1844). De Nova Zelanda.

L'última ha estat considerada una espècie diferent fins fa poc, com gavina dels penya-segats (Larus (o Chroicocephalus) scopulinus)..